# Helichus erichsoni
Helichus erichsoni is een keversoort uit de familie ruighaarkevers (Dryopidae). De wetenschappelijke naam van de soort werd in 1876 gepubliceerd door Charles Owen Waterhouse.